# Horace 62
Horace 62 é um filme francês de André Versini, estreou em 1962.